# Fodina fontalis
Fodina fontalis là một loài bướm đêm trong họ Noctuidae.